# Caterina Scarpellini
Caterina Scarpellini (Foligno, 29 de outubro de 1808 — Foligno, 28 de novembro de 1873) foi uma astrônoma italiana.